# Acipenser
Acipenser är ett släkte med störar. Med ungefär 18 arter, där flera är hotade. Det är det största släktet inom ordningen Störartade fiskar (Acipenseriformes).

## Arter
- Sibirisk stör (Acipenser baerii)
- Kortnosad stör (Acipenser brevirostrum)
- Acipenser dabryanus
- Amerikansk stör (Acipenser fulvescens)
- Rysk stör (Acipenser gueldenstaedtii) – kallas ibland osetr
- Grön stör (Acipenser medirostris) – kallas även grönstör
- Acipenser mikadoi
- Acipenser multiscutatus
- Adriatisk stör (Acipenser naccarii)
- Viza (Acipenser nudiventris) – kallas även glattdick och schip
- Atlantisk stör (Acipenser oxyrinchus) – kallas även vanlig stör eller bara stör
- Persisk stör (Acipenser persicus)
- Sterlett (Acipenser ruthenus)
- Acipenser schrenckii
- Acipenser sinensis
- Stjärnstör (Acipenser stellatus)
- Europeisk stör (Acipenser sturio) – kallas även vanlig stör eller bara stör
- Vit stör (Acipenser transmontanus)